# Windraak

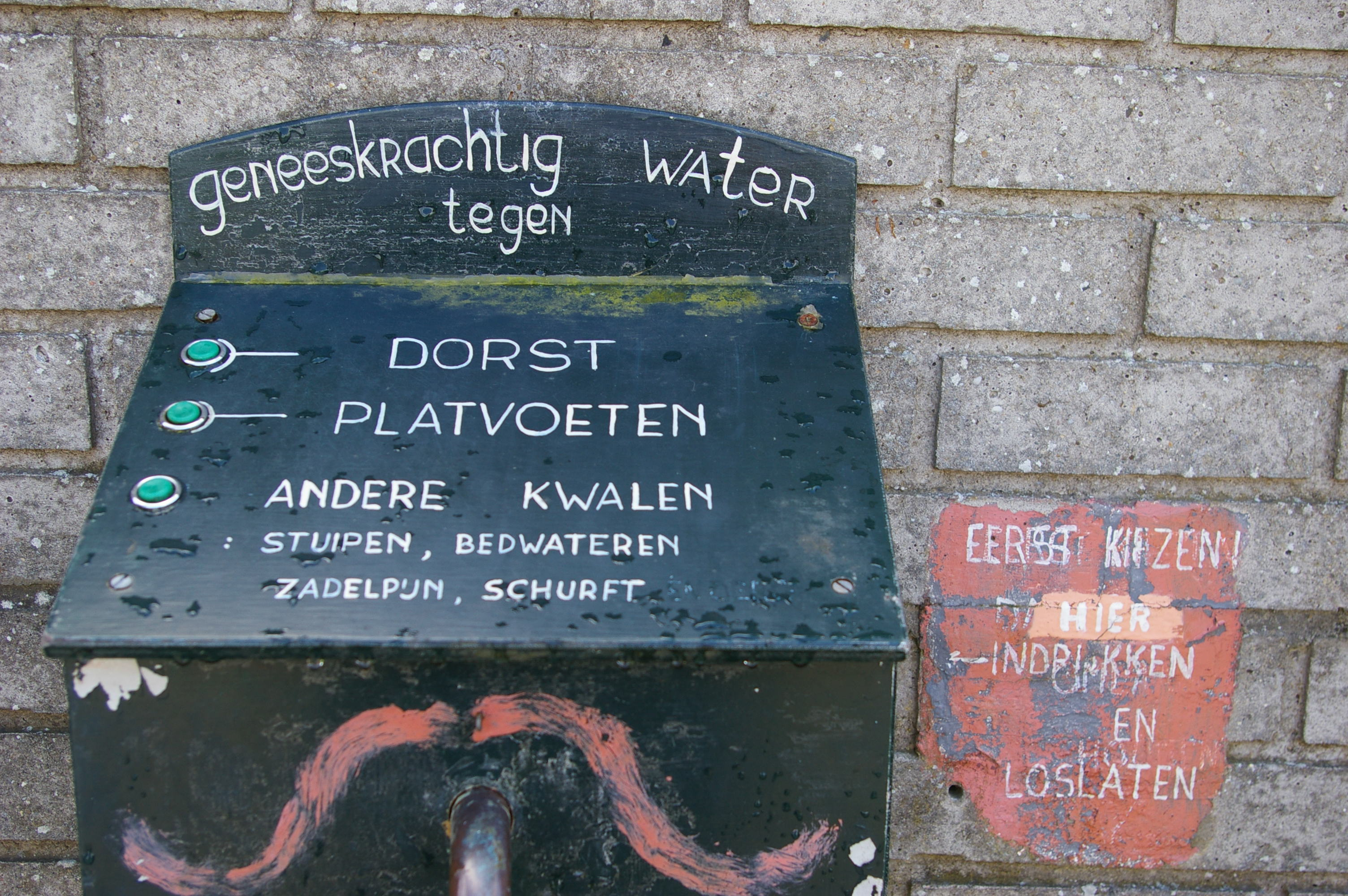
"Geneeskrachtig" water langs het Pieterpad

Windraak of Wintraak (Limburgs: Oppe Wèndjraak) is een gehucht in de Nederlandse provincie Limburg, het ligt grotendeels in de gemeente Sittard-Geleen, een aantal woningen behoort tot de gemeente Beekdaelen.
Windraak ligt in de vorm van lintbebouwing langs de weg van Sittard richting Heerlen, de huidige N276.
In Windraak bevindt zich een klooster van de Liefdezusters van het Kostbaar Bloed, waarin het generalaat en noviciaat van deze congregatie gevestigd is. Het bevindt zich in een verbouwde boerderij en heet: Huize Seraphina. Omstreeks 1990 vestigden zij zich hier.
Windraak wordt doorsneden door de drukke N276 die Brunssum en Sittard verbindt. Deze daalt in westelijke richting af naar de vallei van de Geleenbeek. In de eerste helft van de 20ste eeuw liep parallel aan deze weg de tramlijn Heerlen - Sittard.

## Natuur en landschap
Windraak ligt aan de rand van het Plateau van Doenrade op een hoogte van ongeveer 101 meter, nabij de top van de Wanenberg. Windraak was het hoogste punt van de voormalige gemeente Sittard. Ten noorden van Windraak ligt de Kollenberg. De lange-afstandswandelingen Pieterpad en Pelgrimspad komen langs Windraak.

## Trivia
Rond het jaar 2002 hebben de bewoners de plaats officieus omgedoopt tot Zendraak, dit als protest tegen de komst van een 53 meter hoge zendmast bij de plaats. Ondanks de landschapsvervuiling is de zendmast er ten slotte toch gekomen. 
Opvallend aan de plaatsnaam is dat het deel dat in de gemeente Beekdaelen ligt, slechts drie huizen telt, en met een 't' wordt gespeld in plaats van een 'd'. Als Wintraak dus. Qua adressering horen deze huizen bij Puth.

## Nabijgelegen kernen
Munstergeleen, Sittard (Kollenberg), Doenrade, Puth

## Wielrennen
Bij Windraak ligt de Windrakerberg. Deze heuvel maakt onderdeel uit van de Amstel Gold Raceroute.